# Tōgo Gotō
Tōgo Gotō (後藤冬吾?, Gotō Tōgo; 18 dicembre ...) è un fumettista giapponese.

## Biografia
È principalmente noto per le sue collaborazioni in qualità di sceneggiatore con Kento Matsuura, tra cui le serie Phantom Seer e Harukaze Mound, serializzate entrambe su Weekly Shōnen Jump.
La collaborazione con Matsuura inizia nel 2017 con l one-shot Mirra goshiki, pubblicato su Jump GIGA. Segue poi una miniserie da 3 capitoli intitolata Suikyu donburako, pubblicata sempre su Jump GIGA.
Nel 2018 il duo vince la 13° Gold Future Cup con il one-shot Honomieru shōnen che diventerà poi la loro prima serializzazione insieme, Phantom Seer.
La serie viene serializzata dal 2020 al 2021, concludendosi dopo 30 capitoli, e verrà successivamente pubblicata in Italia da Star Comics.
Seguono poi due one-shot: Harukaze Mound e Kamen kitan neo, pubblicate entrambe su Weekly Shōnen Jump rispettivamente nel 2022 e nel 2024.
Nel 2025 Harukaze Mound diventa la seconda serializzazione del duo, sempre su Shōnen Jump.

## Opere
- Mirra goshiki (ミイラ伍式?), disegnato da Kento Matsuura, one-shot (2017, Jump GIGA)
- Suikyu donburako (水球どんぶらこ?), disegnato da Kento Matsuura, miniserie (2017-2018, Jump GIGA)
- Honomieru shōnen (仄見える少年?), disegnato da Kento Matsuura, one-shot (2018, Weekly Shōnen Jump #39)
- Kura kari no kyutetsuki (暗狩りの吸血鬼?), disegnato da Kento Matsuura, one-shot (2019, Jump GIGA 2020 WINTER)
- Phantom Seer (仄見える少年?, Honomieru shōnen), disegnato da Kento Matsuura (2020-2021, Weekly Shōnen Jump)
- Harukaze Mound (ハルカゼマウンド?, Harukaze Maundo), disegnato da Kento Matsuura, one-shot (2022, Weekly Shōnen Jump #33)
- Kamen kitan teo (仮面奇譚テオ?), disegnato da Kento Matsuura, one-shot (2024, Weekly Shōnen Jump #22/23)
- Harukaze Mound (ハルカゼマウンド?, Harukaze Maundo), disegnato da Kento Matsuura (2025-in corso, Weekly Shōnen Jump)